# Taiwanische Badmintonmeisterschaft 1982
Die Taiwanische Badmintonmeisterschaft der Saison 1981/1982 war die 27. Auflage der nationalen Titelkämpfe von Taiwan im Badminton. Die Meisterschaft fand bereits 1981 statt.

## Titelträger
| Disziplin    | Sieger                                         |
| ------------ | ---------------------------------------------- |
| Herreneinzel | 鍾佳珍 (Chung Chia-chen)                       |
| Dameneinzel  | Chen Yuk-jen                                   |
| Herrendoppel | Cheng Chun-da 程文得 (Cheng Wen-te)            |
| Damendoppel  | Lim Shour Huang Shui-chi                       |
| Mixed        | 程嘉彥 (Cheng Chia-yen) 陳麗嬌 (Chen Li-chiao) |